# Championnat de France féminin de handball de Nationale 2 2017-2018
Navigation
Nationale 2 2016-2017 Nationale 2 2018-2019
La saison 2017-2018 du Championnat de France féminin de handball de Nationale 2 se compose de 4 poules de 12 clubs et comprend quelques équipes réserves de clubs de LFH ou D2F. Les quatre premiers de chaque groupe sont promus en Nationale 1.

## Saison régulière

### Poule 1

#### Composition
| \| St-Sébastien Quint-Fonsegrives Carquefou Montluçon Limoges Anglet Lège-Cap-Ferret Moncoutant Mérignac Mourenx Celles-sur-Belle La Roche-sur-Yon \| Localisation des clubs de la poule 1 |
| St-Sébastien Quint-Fonsegrives Carquefou Montluçon Limoges Anglet Lège-Cap-Ferret Moncoutant Mérignac Mourenx Celles-sur-Belle La Roche-sur-Yon                                            |

| Nom                                             | Département          | 2016-2017       |
| ----------------------------------------------- | -------------------- | --------------- |
| Anglet-Biarritz olympique HB                    | Pyrénées-Atlantiques | 2e poule 1      |
| Saint-Sébastien-sur-Loire HB                    | Loire-Atlantique     | 3e poule 1      |
| SA moncoutantais HB                             | Deux-Sèvres          | 4e poule 1      |
| Blanzat Sport Montluçon                         | Allier               | 5e poule 1      |
| ASPTT Limoges                                   | Haute-Vienne         | 7e poule 1      |
| HBC Quint-Fonsegrives                           | Haute-Garonne        | 8e poule 1      |
| Lège-Cap-Ferret HB                              | Gironde              | 9e poule 1      |
| Alliance Erdre et Loire (Carquefou-Sainte-Luce) | Loire-Atlantique     | 10e poule 1     |
| Mourenx Handball                                | Pyrénées-Atlantiques | N3, 1er poule 1 |
| Mérignac Handball rés.                          | Gironde              | N3, 2e poule 1  |
| HBC Celles-sur-Belle rés.                       | Deux-Sèvres          | N3, 1er poule 2 |
| La Roche-sur-Yon Vendée HB                      | Vendée               | N3, 2e poule 2  |

#### Classement
|    | Équipe                                          | Pts | J  | G  | N | P  | Bp  | Bc  | Diff |
| -- | ----------------------------------------------- | --- | -- | -- | - | -- | --- | --- | ---- |
| 1  | Anglet-Biarritz olympique HB                    | 57  | 22 | 17 | 1 | 4  | 697 | 526 | 171  |
| 2  | Saint-Sébastien-sur-Loire HB                    | 56  | 22 | 17 | 0 | 5  | 621 | 500 | 121  |
| 3  | La Roche-sur-Yon Vendée HB (P)                  | 56  | 22 | 16 | 2 | 4  | 604 | 507 | 97   |
| 4  | Mérignac Handball rés. (P)                      | 54  | 22 | 16 | 0 | 6  | 658 | 559 | 99   |
| 5  | SA moncoutantais HB                             | 52  | 22 | 14 | 2 | 6  | 640 | 558 | 82   |
| 6  | Blanzat Sport Montluçon                         | 47  | 22 | 12 | 1 | 9  | 664 | 606 | 58   |
| 7  | HBC Celles-sur-Belle rés. (P)                   | 41  | 22 | 9  | 1 | 12 | 625 | 632 | -7   |
| 8  | HBC Quint-Fonsegrives                           | 39  | 22 | 8  | 1 | 13 | 573 | 602 | -29  |
| 9  | Mourenx Handball (P)                            | 38  | 22 | 8  | 0 | 14 | 550 | 608 | -58  |
| 10 | Lège-Cap-Ferret HB                              | 36  | 22 | 7  | 0 | 15 | 540 | 608 | -68  |
| 11 | ASPTT Limoges                                   | 28  | 22 | 3  | 0 | 19 | 512 | 758 | -246 |
| 12 | Alliance Erdre et Loire (Carquefou-Sainte-Luce) | 24  | 22 | 1  | 0 | 21 | 504 | 734 | -230 |

|     | Accession en Nationale 1       |
|     | Repêché en Nationale 1         |
| (R) | Relégué de Nationale 1 en 2017 |
| (P) | Promu de Nationale 3 en 2017   |

### Poule 2

#### Composition
| \| Chambray-lès-Tours Beauvais Hazebrouck St-Amand Harnes Le HavreParis Montigny Aubervilliers Conflans St-Maur Palaiseau \| Localisation des clubs de la poule 2 |
| Chambray-lès-Tours Beauvais Hazebrouck St-Amand Harnes Le HavreParis Montigny Aubervilliers Conflans St-Maur Palaiseau                                            |

| Nom                          | Département       | 2016-2017       |
| ---------------------------- | ----------------- | --------------- |
| HBC Conflans                 | Yvelines          | N1, 12e poule 1 |
| Paris SG HB                  | Paris             | 3e, poule 2     |
| Harnes HBC                   | Pas-de-Calais     | 4e, poule 2     |
| AS Montigny-le-Bretonneux HB | Yvelines          | 5e, poule 2     |
| Stella Saint-Maur HB rés.    | Val-de-Marne      | 5e, poule 3     |
| Chambray Touraine rés.       | Indre-et-Loire    | 6e, poule 1     |
| HBCSA Porte du Hainaut rés.  | Nord              | 7e, poule 2     |
| Beauvais OUC                 | Oise              | 9e, poule 2     |
| CM Aubervilliers             | Seine-Saint-Denis | 10e, poule 2    |
| Le Havre AC Handball rés.    | Seine-Maritime    | N3, 1er poule 3 |
| Hazebrouck HB 71             | Nord              | N3, 1er poule 4 |
| US Palaiseau                 | Essonne           | N3, 1er poule 5 |

#### Classement
|    | Équipe                        | Pts | J  | G  | N | P  | Bp  | Bc  | Diff |
| -- | ----------------------------- | --- | -- | -- | - | -- | --- | --- | ---- |
| 1  | Chambray Touraine rés.        | 63  | 22 | 20 | 1 | 1  | 663 | 516 | 147  |
| 2  | Hazebrouck HB 71 (P)          | 53  | 22 | 14 | 3 | 5  | 635 | 582 | 53   |
| 3  | Le Havre AC Handball rés. (P) | 51  | 22 | 14 | 1 | 7  | 648 | 554 | 94   |
| 4  | US Palaiseau (P)              | 47  | 22 | 11 | 3 | 8  | 595 | 569 | 26   |
| 5  | Paris SG HB                   | 47  | 22 | 12 | 1 | 9  | 596 | 568 | 28   |
| 6  | Harnes HBC                    | 45  | 22 | 11 | 1 | 10 | 628 | 637 | -9   |
| 7  | Beauvais OUC                  | 43  | 22 | 10 | 1 | 11 | 585 | 621 | -36  |
| 8  | HBC Conflans (R)              | 43  | 22 | 10 | 1 | 11 | 612 | 620 | -8   |
| 9  | HBCSA Porte du Hainaut rés.   | 36  | 22 | 6  | 2 | 14 | 551 | 640 | -89  |
| 10 | CM Aubervilliers              | 36  | 22 | 6  | 2 | 14 | 551 | 660 | -109 |
| 11 | AS Montigny-le-Bretonneux HB  | 32  | 22 | 4  | 2 | 16 | 521 | 589 | -68  |
| 12 | Stella Saint-Maur HB rés.     | 32  | 22 | 4  | 2 | 16 | 553 | 647 | -94  |

|     | Accession en Nationale 1       |
| (R) | Relégué de Nationale 1 en 2017 |
| (P) | Promu de Nationale 3 en 2017   |

### Poule 3

#### Composition
| \| Aulnay Villemomble Noisy Sainte-Maure Kingersheim Colmar Reims Strasbourg Montigny Achenheim Échirolles Annecy \| Localisation des clubs de la poule 3 |
| Aulnay Villemomble Noisy Sainte-Maure Kingersheim Colmar Reims Strasbourg Montigny Achenheim Échirolles Annecy                                            |

| Nom                                   | Département       | 2016-2017       |
| ------------------------------------- | ----------------- | --------------- |
| HBC Échirolles-Eybens                 | Isère             | Division 2, 12e |
| Aulnay HB                             | Seine-Saint-Denis | N1, 12e poule 2 |
| Montigny-lès-Metz                     | Moselle           | 3e, poule 3     |
| HBC Kingersheim                       | Haut-Rhin         | 4e, poule 3     |
| Villemomble Handball                  | Seine-Saint-Denis | 6e, poule 2     |
| AS Sainte Maure-Troyes                | Aube              | 6e, poule 3     |
| Reims Champagne HB                    | Marne             | 7e, poule 3     |
| Entente Noisy-le-Grand–Gagny rés.     | Seine-Saint-Denis | 8e, poule 2     |
| Colmar Centre Alsace                  | Haut-Rhin         | 8e, poule 3     |
| Eurométropole Strasbourg Schiltigheim | Bas-Rhin          | 9e, poule 3     |
| Achenheim Truchtersheim Handball rés. | Bas-Rhin          | N3, 1er poule 6 |
| CS Annecy-le-Vieux HB                 | Haute-Savoie      | N3, 2e poule 7  |

#### Classement
|    | Équipe                                    | Pts | J  | G  | N | P  | Bp  | Bc  | Diff |
| -- | ----------------------------------------- | --- | -- | -- | - | -- | --- | --- | ---- |
| 1  | Aulnay HB (R)                             | 55  | 22 | 16 | 1 | 5  | 631 | 530 | 101  |
| 2  | Entente Noisy-le-Grand–Gagny rés.         | 54  | 22 | 15 | 2 | 5  | 603 | 525 | 78   |
| 3  | HBC Kingersheim                           | 54  | 22 | 15 | 2 | 5  | 641 | 546 | 95   |
| 4  | Montigny-lès-Metz                         | 54  | 22 | 15 | 2 | 5  | 641 | 611 | 30   |
| 5  | Reims Champagne HB                        | 47  | 22 | 11 | 3 | 8  | 540 | 555 | -15  |
| 6  | Villemomble Handball                      | 45  | 22 | 10 | 3 | 9  | 650 | 647 | 3    |
| 7  | CS Annecy-le-Vieux HB (P)                 | 43  | 22 | 9  | 3 | 10 | 561 | 565 | -4   |
| 8  | Achenheim Truchtersheim Handball rés. (P) | 38  | 22 | 7  | 2 | 13 | 588 | 601 | -13  |
| 9  | HBC Échirolles-Eybens (R)                 | 36  | 22 | 6  | 2 | 14 | 522 | 557 | -35  |
| 10 | Eurométropole Strasbourg Schiltigheim     | 35  | 22 | 6  | 1 | 15 | 595 | 653 | -58  |
| 11 | AS Sainte Maure-Troyes                    | 33  | 22 | 6  | 0 | 16 | 488 | 628 | -140 |
| 12 | Colmar Centre Alsace                      | 33  | 22 | 5  | 1 | 16 | 581 | 663 | -82  |

|     | Accession en Nationale 1       |
| (R) | Relégué de Nationale 1 en 2017 |
| (P) | Promu de Nationale 3 en 2017   |

### Poule 4

#### Composition
| \| Narbonne Clermont-Ferrand Frontignan Bron Le Teil Montpellier Vaulx-en-Velin Antibes La Garde Bourg-de-Péage Saint-Chamond Mazan \| Localisation des clubs de la poule 4 |
| Narbonne Clermont-Ferrand Frontignan Bron Le Teil Montpellier Vaulx-en-Velin Antibes La Garde Bourg-de-Péage Saint-Chamond Mazan                                            |

| Nom                                | Département     | 2016-2017       |
| ---------------------------------- | --------------- | --------------- |
| HB Gardéen                         | Var             | N1, 11e poule 3 |
| Entente Antibes/Vallis Aurea HB    | Alpes-Maritimes | N1, 12e poule 3 |
| Narbonne HB MJC                    | Aude            | 3e, poule 4     |
| Frontignan-Thau                    | Hérault         | 4e, poule 4     |
| Clermont-Ferrand CO                | Puy-de-Dôme     | 5e, poule 4     |
| Bron                               | Rhône           | 6e, poule 4     |
| HBF JM Montpellier                 | Hérault         | 7e, poule 4     |
| ASUL Vaulx-en-Velin rés.           | Rhône           | 8e, poule 4     |
| HB 07 Le Teil                      | Ardèche         | 9e, poule 4     |
| Bourg-de-Péage Drôme Handball rés. | Drôme           | N3, 1er poule 8 |
| Saint-Chamond                      | Loire           | N3, 1er poule 7 |
| Mazan Ventoux Comtat HB            | Vaucluse        | N3, 2e poule 8  |

#### Classement
|    | Équipe                              | Pts | J  | G  | N | P  | Bp  | Bc  | Diff |
| -- | ----------------------------------- | --- | -- | -- | - | -- | --- | --- | ---- |
| 1  | Narbonne HB MJC                     | 59  | 22 | 17 | 3 | 2  | 678 | 531 | 147  |
| 2  | Clermont-Ferrand CO                 | 55  | 22 | 14 | 5 | 3  | 670 | 572 | 98   |
| 3  | HBF JM Montpellier                  | 55  | 22 | 16 | 1 | 5  | 614 | 552 | 62   |
| 4  | Frontignan-Thau                     | 54  | 22 | 15 | 2 | 5  | 637 | 585 | 52   |
| 5  | Bourg-de-Péage DHB rés. (P)         | 53  | 22 | 15 | 1 | 6  | 637 | 543 | 94   |
| 6  | Saint-Chamond (P)                   | 46  | 22 | 11 | 2 | 9  | 528 | 503 | 25   |
| 7  | Bron                                | 44  | 22 | 10 | 2 | 10 | 627 | 593 | 34   |
| 8  | ASUL Vaulx-en-Velin rés.            | 39  | 22 | 8  | 1 | 13 | 576 | 615 | -39  |
| 9  | HB Gardéen (R)                      | 35  | 22 | 5  | 3 | 14 | 518 | 610 | -92  |
| 10 | Mazan Ventoux Comtat HB (P)         | 32  | 22 | 4  | 2 | 16 | 597 | 688 | -91  |
| 11 | Entente Antibes/Vallis Aurea HB (R) | 31  | 22 | 3  | 1 | 18 | 528 | 629 | -101 |
| 12 | HB 07 Le Teil                       | 25  | 22 | 1  | 1 | 20 | 500 | 689 | -189 |

|     | Accession en Nationale 1       |
|     | Repêché en Nationale 1         |
| (R) | Relégué de Nationale 1 en 2017 |
| (P) | Promu de Nationale 3 en 2017   |

## Finalités
Le titre de champion de France N2F se joue entre l'équipe réserve de Chambray Touraine, meilleur premier de groupe de la compétition métropolitaine, et les Guadeloupéennes de l'Étoile Morne-à-l'Eau, vice-championnes ultramarines.
| 9 juin 2018 | Chambray Touraine rés. | 28 - 27 | Étoile Morne-à-l'Eau (Guadeloupe) | Paris |